# Central (South Carolina)
Central ist eine City im Pickens County im amerikanischen Bundesstaat South Carolina. Das U.S. Census Bureau hat bei der Volkszählung 2020 eine Einwohnerzahl von 5.247 ermittelt.

## Geschichte
Die Stadt verdankt ihre Existenz dem Eisenbahnboom, der 1873 begann. Ihr Name verweist auf die Lage auf halber Strecke zwischen Atlanta und Charlotte. Im Jahr 1873 wurde die Bahnstrecke zwischen den beiden Städten fertiggestellt, und der Eisenbahnbetreiber, die Southern Railway, errichtete in Central als ungefähren Mittelpunkt der Verbindung ein Depot mit kleiner Werkstatt und Tankstelle. Dieses Eisenbahndepot lockte zunächst weitere Einwohner und Geschäfte an. Nachdem die Southern Railway 1897 ihr Hauptquartier aus Central abgezogen hatte, schlossen viele Geschäfte.
Im 20. Jahrhundert brachten eine Mühle und Methodisten Aufschwung. Im 21. Jahrhundert wuchs die Bevölkerung durch Studentenwohnungen, zum Beispiel für die Clemson University.

## Söhne und Töchter der City
- Rod Fontana (* 1952), Pornodarsteller und Regisseur
- Lindsey Graham (* 1955), Politiker
- DeAndre Hopkins (* 1992), American-Football-Spieler
- DeShawn Williams (* 1992), American-Football-Spieler